# 이을마즈 에르도안
이을마즈 에르도안(튀르키예어: Yılmaz Erdoğan, 1967년 11월 4일~)은 튀르키예의 영화 감독, 각본가, 배우이다.

## 작품 목록

### 영화
- 사워 애플스 (2016년)
- 신과의 대화 (2014년)
- 워터 디바이너 (2014년) - 메이저 하산 역
- 더 버터플라이즈 드림 (2013년)
- 코뿔소의 계절 (2012년) - 악바르 레자이 역
- 원스 어폰 어 타임 인 아나톨리아 (2011년)